# Forest plot
Gráfico em floresta ou gráfico de floresta (do 
inglês: forest plot), também conhecido como blobograma, é uma exibição gráfica de resultados estimados de uma quantidade de estudos científicos sobre a mesma questão, junto com os resultados gerais. Foi desenvolvido para uso em pesquisa médica como um meio de apresentar graficamente uma metanálise dos resultados de estudos randomizados controlados. Nos últimos vinte anos, técnicas metanalíticas semelhantes têm sido aplicadas em estudos observacionais (na epidemiologia ambiental, por exemplo) e forest plots são frequentemente usados na apresentação de resultados de estudos como estes.

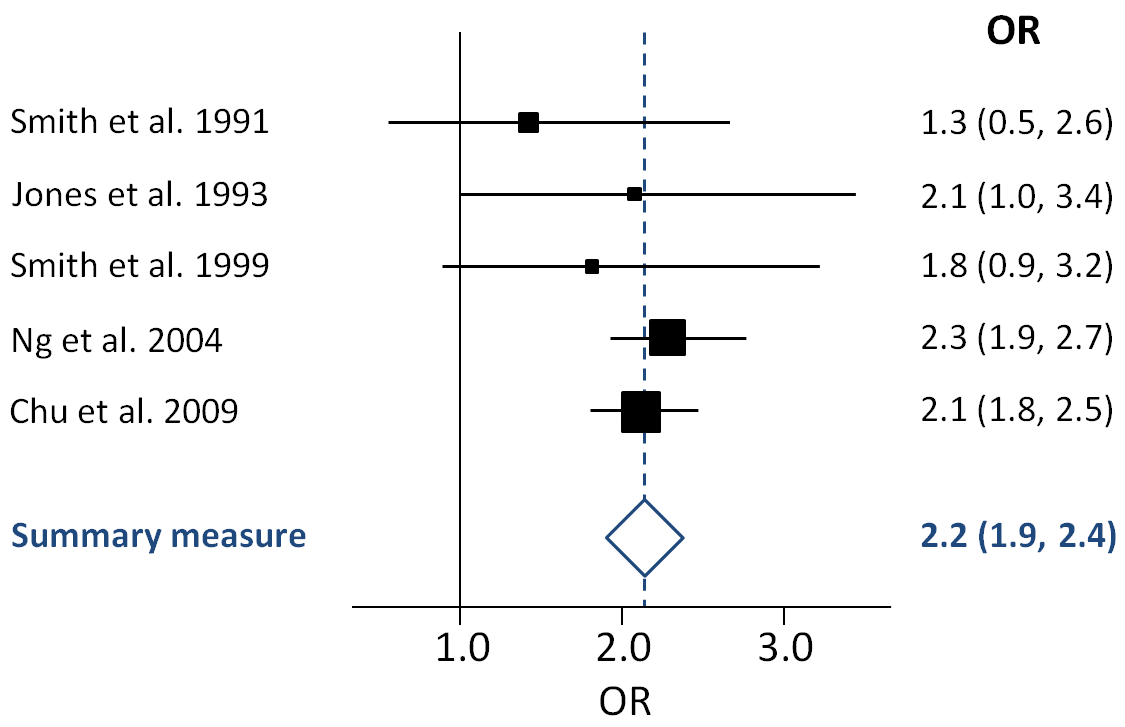
Um exemplo de forest plot de cinco razões de possibilidades (representadas pelos quadrados, cujos tamanhos são proporcionais aos pesos usados na metanálise), com a medida geral (linha central do losango), os intervalos de confiança associados (representados pelas pontas laterais do losango) e a linha vertical contínua que representa a ausência de efeito. Os nomes (fictícios) dos estudos são apresentados à esquerda e as razões de possibilidades e os intervalos de confiança à direita.

Ainda que forest plots possam assumir diversas formas, são frequentemente apresentados em duas colunas. A coluna da esquerda lista os nomes dos estudos (frequentemente estudos randomizados controlados ou estudos epidemiológicos), comumente em ordem cronológica de cima para baixo. A coluna da direita é uma mostra da medida de efeito (por exemplo, a razão de possibilidades) para cada um destes estudos (frequentemente representada por um quadrado), incorporando os intervalos de confiança representados pelas linhas horizontais. O gráfico pode ser disposto em uma escala logarítmica natural quando são usadas razões de possibilidades ou outros medidas de efeito baseadas em razões a fim de manter os intervalos de confiança simétricos em relação às médias de cada estudo e garantir que não se dê ênfase indevida a razões de possibilidades superiores a 1 quando comparadas àquelas inferiores a 1. A área de cada quadrado é proporcional ao peso do estudo na metanálise. A medida de efeito geral metanalisada é frequentemente representada no diagrama como uma linha vertical tracejada. A medida de efeito metanalisada é frequentemente representada como um losango, cujos pontos laterais indicam o intervalo de confiança para esta estimativa. 
Uma linha vertical representando a ausência de efeito também é exibida. Se os intervalos de confiança para estudos individuais cruzam esta linha, isto demonstra que, em um dado nível de confiança, as intensidades de seus efeitos não diferem da ausência de efeito para o estudo individual. O mesmo se aplica à medida de efeito metanalisada. Se os pontos do losango cruzam a linha da ausência de efeito, não se pode dizer que o resultado geral metanalisado difere da ausência de efeito em um dado nível de confiança.
Forest plots remontam pelo menos à década de 1970. Um diagrama do tipo é mostrado em um livro de 1985 sobre metanálise. O primeiro uso impresso da expressão "forest plot" pode ter sido em um resumo para um pôster em um encontro da Sociedade para Estudos Clínicos dos Estados Unidos em Pittsburgh, em maio de 1996. Uma investigação sobre a origem do conceito de "forest plot" foi publicada em 2001. O nome se refere à floresta de linhas produzidas. Em setembro de 1990, o estatístico britânico Richard Peto afirmou jocosamente que a diagrama recebia este nome em homenagem a um pesquisador do câncer de mama chamado Pat Forrest e, consequentemente, o nome é escrito às vezes como "forrest plot".

## Leitura

### Identidades de estudo
Estudos inclusos na metanálise e incorporados ao forest plot geralmente são identificados em ordem cronológica, por autor e data, no lado esquerdo. A posição vertical assumida por um estudo particular não tem relevância.

### Diferença média padronizada
A parte gráfica do forest plot está à direita e indica a diferença média no efeito entre os grupos de teste e de controle nos estudos. Uma representação mais precisa dos dados aparecem em forma de número no texto de cada linha, enquanto uma representação menos precisa aparece em forma de gráfico à direita. A linha vertical (o eixo {\displaystyle y}) indica ausência de efeito. A distância horizontal de uma caixa no eixo {\displaystyle y} demonstra a diferença entre o teste e o controle (os dados experimentais com os dados de controle subtraídos) em relação à ausência de efeito observável, o que também é conhecido como a magnitude do efeito experimental.

#### Intervalo de confiança
As linhas horizontais finas — às vezes chamadas de bigodes — que partem da caixa indicam a magnitude do intervalo de confiança. Quanto mais longas as linhas, mais amplo é o intervalo de confiança e menos confiáveis são os dados. Quanto mais curtas as linhas, mais estreito é o intervalo de confiança e mais confiáveis são os dados.
Se a caixa ou os bigodes do intervalo de confiança cruzam o eixo {\displaystyle y} da ausência de efeito, diz-se que os dados do estudo são estatisticamente insignificantes.

#### Peso
A potência dos dados do estudo é indicada pelo peso (tamanho) da caixa. Dados mais potentes, tais como os de estudos com grandes tamanhos de amostra e pequenos intervalos de confiança, são indicados por uma caixa de tamanho maior do que os dados menos potentes e contribuem com o resultado combinado em maior grau.

### Heterogeneidade
O forest plot pode demonstrar a que grau os dados dos múltiplos estudos sobre o mesmo efeito se sobrepõem uns ao outros. Resultados que se sobrepõem pouco uns aos outros são chamados de heterogêneos — tais dados são menos conclusivos. Se os resultados são semelhantes entre vários estudos, os dados são considerados homogêneos e a tendência é que estes dados sejam mais conclusivos.
A heterogeneidade é indicada por {\displaystyle I^{2}}. Uma heterogeneidade inferior a 50% é considerada baixa e indica um maior grau de semelhança entre os dados do estado do que uma heterogeneidade superior a 50%, o que indica mais dessemelhança.